# جوليا بالبيلا
جوليا بالبيلا هي شاعرة ونبيلة رومانية ولدت في سنة 72 لعائلة نبيلة لاب ينحدر أصله من مملكة كوماجيني وأم يونانية مصرية. جدها أنطيوخس الرابع كان الملك الأخير لمملكة كوماجيني. عاشت في أثينا حتى سنة 92 حيث تعلمت الثقافة اليونانية، انتقلت بعد ذلك إلى الاسكندرية بعد زواجها من ماركوس جونيوس روفوس وألذي أصبح والي مصر فيما بعد. انتقلت بعد ذلك إلى روما بعد أن كان شقيقها عضو في مجلس الشيوخ الروماني. أعجب بها كل من الإمبراطور هادريان وزوجته فيبيا سابينا ودعوها إلى البلاط لاجل القاء الشعر لمدحهم. بعد وفاة زوجها وشقيقها عادت إلى أثينا وتزوجت هناك من رجل نبيل آخر وتوفيت في عقد 130.